# University of Bradford
University of Bradford – brytyjska uczelnia publiczna zlokalizowana w mieście Bradford. Została założona w 1832 r. jako Mechanics Institute, od 1966 r. ma status uniwersytetu.